# Нарухито
Нарухито (на японски: 徳仁) е 126-ият император на Япония и 126-ият поред суверен. Той се възкачва на трона на 1 май 2019 г. Замества бившия император Акихито, който е негов баща. Майка му е Мичико.

## Ранен живот
Император Нарухито е роден на 23 февруари 1960 г. в двореца Тогу в Япония. На 7 януари 1989 г., със смъртта на дядо му - император Хирохито, той става наследник на трона. Участва в благотворителни дейности. През 1982 г. завършва Университета в Гакушуин. През 1983 – 1986 г. учи в Англия в Оксфордския колеж в Мертън. Той получава магистърска степен по история от университета Гакушуин през 1989 г. В свободното си време Нарухито свири на виола, обича джогинг и туризъм, а също и алпинизъм. Той е написал няколко статии и спомени за дните в Оксфорд: „Темза и аз: описание на две години в Оксфорд“.

## Семейство
Нарухито прави предложение два пъти на 29-годишната Масако Оваде, която работи като дипломат в японското външно министерство под ръководството на баща си Хисаши Овада, който е съдия в Международния съд на ООН от 2002 г. и преди това е бил японски посланик в ООН. На 9 юни 1993 г. престолонаследникът на Япония и Масако Овада се женят в императорския синтоистки храм в Токио пред 800 поканени гости. 500 милиона души по целия свят ги наблюдават чрез медиите. На сватбата присъстват и много от коронясаните глави и повечето държавни глави в Европа. Единственото дете на тази двойка, принцеса Айко, е родено на 1 декември 2001 година.

## Лични интереси
Нарухито се интересува от проблемите на водните ресурси на Земята и тяхното опазване. По отношение на тези въпроси, през март 2003 г., като почетен председател на Третия световен форум за водата, той изнася реч на церемонията по откриването на тема: „Водни пътища, свързващи Киото и местните региони“. По време на посещението си в Мексико през март 2006 г. Нарухито изнася реч на церемонията по откриването на четвъртия Световен воден форум на тема: „Едо и воден транспорт“. Освен това през декември 2007 г. той изнася юбилейна лекция на церемонията по откриването на първата Азиатско-тихоокеанска водна среща на високо равнище, озаглавена: „Хората и водите: от Япония до Азиатско-тихоокеанския регион“.

## Император
През август 2016 г. император Акихито обявява, че планира да абдикира и да прехвърли трона на сина си Нарухито. В Япония не е имало такъв прецедент от 200 години: от 1817 г., когато император Кокок (1771 – 1840) се отказва от трона – той също решава да прехвърли правомощията си на сина си. На 6 март 2018 г. японското правителство одобрява специален указ за провеждането на церемонията по абдикацията на императора на Япония на 30 април 2019 г. Официалната церемония по абдикацията се състои в боровата зала на императорския дворец в Чийода. На него Акихито прави прощална реч в присъствието на сина си и ръководителите на трите правителствени клона – правителството начело с Шиндзо Абе, парламента и Върховния съд. На 30 април 2019 г. Нарухито официално встъпва в длъжност като Император на Япония.